# 金融整理管財人
金融整理管財人（きんゆうせいりかんざいにん）とは、預金保険法第5章に定められた機関であり、金融機関が破綻した際、一定の要件のもと金融庁（一部の金融機関についてはさらに他の省も）により選任され、破綻した金融機関（被管理金融機関）の旧経営陣に代わって業務の執行並びに財産の管理及び処分を行う者をいう。弁護士や預金保険機構が選任される。
金融機能の再生のための緊急措置に関する法律（以下金融再生法という）第4章により2001年3月31日までの時限措置として導入されたが、2000年改正の預金保険法において恒久的な措置とされるに至った。
財産管理や受け皿探しの一方、経営責任の追及も重要な責務である。ただし刑事手続に関しては、強制捜査の権限はなく、捜査協力や刑事告発などを行うにとどまる。

## 要件
内閣総理大臣および各主務大臣は、以下のいずれかの場合には、金融機関に対し、金融整理管財人による業務及び財産の管理を命ずる処分（以下「管理を命ずる処分」という。）をすることができる（預金保険法74条1項）。
- 1.金融機関がその財産をもって債務を完済することができないと認める場合

又は
- 2.次の2-1または2-2のいずれかの場合で、かつ下記一または二のいずれかに該当すると認めるとき
  - 2-1.金融機関がその業務若しくは財産の状況に照らし預金等の払戻しを停止するおそれがあると認める場合

若しくは
- 2-2金融機関が預金等の払戻しを停止した場合

一　当該金融機関の業務の運営が著しく不適切であること。
二　当該金融機関について、合併等が行われることなく、その業務の全部の廃止又は解散が行われる場合には、当該金融機関が業務を行っている地域又は分野における資金の円滑な需給及び利用者の利便に大きな支障が生ずるおそれがあること。

## 破産管財人等との法的地位の違い
被管理金融機関の財産の管理及び処分する権利は金融整理管財人に専属し、この点は再生手続・更生手続における管財人や破産手続における破産管財人と同じだが、金融整理管財人による管理を命ずる処分は司法手続ではなく行政手続であり法的性質は異なる。
例えば、会社更生手続における管財人は、更生会社に代わって事業の経営ならびに財産の管理および処分をする権限を有し、訴訟では自らが当事者となる（法定訴訟担当）。民事再生法の再生手続における管財人や、破産手続における破産管財人も同様である。
一方、金融整理管財人は、被管理金融機関の代表者として業務の執行ならびに財産の管理および処分を行う権利を有するが（預金保険法77条1項、金融再生法11条1項）、訴訟で当事者となるのは被管理金融機関である（金融再生法における金融再生管財人に関し、最判平成15年6月12日民集第57巻6号640頁）。